# Burgerville
Burgerville (originalmente Burgerville USA) é uma cadeia de restaurantes americana privada no Oregon e no sudoeste de Washington, propriedade da The Holland Inc. Como o nome da cadeia sugere, o menu de sanduíches da Burgerville consiste principalmente em hambúrgueres. Em maio de 2005, todos os estabelecimentos da Burgerville se situavam num raio de 290 km, principalmente na Região Metropolitana de Portland. Em 2010, a cadeia tinha um volume de negócios anual de cerca de US$ 75 milhões, altura em que tinha 39 estabelecimentos e cerca de 1.500 empregados.
Para além de hambúrgueres e batatas fritas, a Burgerville oferece outros produtos, como sanduíches de frango e peru, hambúrgueres vegetarianos, sanduíches de peixe e peixe e batatas fritas. A cadeia utiliza ingredientes locais, como o queijo cheddar Tillamook, e morangos cultivados localmente nos seus batidos e sundaes. Ao longo do ano, oferece produtos sazonais, como batidos feitos com avelãs, abóbora, framboesas frescas, morangos frescos e amoras, e acompanhamentos como anéis de cebola Walla Walla, batatas fritas de batata-doce, espargos fritos ao estilo tempura e batatas Yukon Gold.

## História
O estabelecimento da Burgerville, inaugurado em 1969 no centro de Beaverton, Oregon, manteve o seu aspecto original até o seu encerramento 50 anos mais tarde, em 2019.
A Burgerville foi fundada em 1961 por George Propstra em Vancouver, Washington. O primeiro Burgerville situava-se na Mill Plain Blvd, em Vancouver, a cerca de cinco quilômetros a leste do centro da cidade, na esquina sudeste da Mill Plain e Morrison.
A cadeia utiliza 100% de energia eólica em todos os seus restaurantes e sedes, e é a maior cadeia dos Estados Unidos a fazê-lo. A Burgerville utiliza apenas óleo de canola sem gorduras trans e envia 7.500 galões por mês para serem transformados em biodiesel. Em 2004, a Burgerville passou a utilizar carne de vaca criada sem hormonas e antibióticos. Em 2007, começou a compostar os resíduos alimentares, o que deverá resultar numa redução de 85% dos resíduos e numa poupança anual de US$ 100.000.
Em setembro de 2009, após queixas de utilizadores de bicicletas, a Burgerville começou a permitir que os ciclistas fizessem encomendas através das suas janelas drive-through.
A cadeia de restaurantes fast casual foi nomeada pela revista Gourmet como tendo a comida rápida mais fresca do país em 2003, com ofertas como uma salada com salmão fumado e avelãs do Oregon. Desde agosto de 2007, o seu slogan é “Choose Fresh, Local, Sustainable. Choose Burgerville.” Também em 2007, a Burgerville foi galardoada com o prêmio “Better Burger” no 1º Prêmio Anual da Food Network.
Em janeiro de 2008, Jeff Harvey aceitou o cargo de Presidente e CEO da Burgerville depois de Tom Mears, o anterior detentor dos títulos, se ter afastado, e tornou-se Presidente da empresa.
Em outubro de 2018, a Burgerville revelou que tinha sofrido uma violação de dados pelo grupo de piratas informáticos Fin7 de todas as informações de cartões de crédito e débito de clientes processadas de setembro de 2017 a setembro de 2018.

### Burgerville Workers Union
Em abril de 2016, os trabalhadores de Burgerville se organizaram e formaram um sindicato, o Burgerville Workers Union, com o apoio do Portland IWW, entre outros grupos. A empresa se opôs ao esforço de organização sindical e procurou desencorajar os trabalhadores de ingressar. Em 2018, os trabalhadores de um restaurante Burgerville no sudeste de Portland votaram 18-4 em uma eleição administrada pelo NLRB para formar um sindicato; a votação obriga a empresa a reconhecer oficialmente o Burgerville Workers Union (BVWU) e a negociar coletivamente com ele. O BVWU é o único sindicato de fast food nos Estados Unidos com reconhecimento federal.
O sindicato exigiu um aumento salarial de US$ 5 por hora para todos os trabalhadores, horários justos, melhores cuidados de saúde e licença parental. Em outubro de 2019, o sindicato dos trabalhadores preparava-se para entrar em greve na sequência de um fracasso das negociações com a empresa nos 18 meses anteriores. A empresa ofereceu um aumento de US$ 1 por hora para todos os funcionários para US$ 13,50, seis meses antes de quando o mínimo local de Portland foi definido para aumentar para US$ 13,25.
Em outubro de 2019, cinco locais da Burgerville realizaram campanhas sindicais bem-sucedidas.

## Localizações
Em outubro de 2016, a Burgerville tinha 47 locais em Oregon e Washington.
Nas principais autoestradas que saem do alcance de Burgerville, há normalmente um cartaz que se assemelha a um sinal de aviso de autoestrada suspenso, alertando os condutores de que não haverá outro local de Burgerville durante aproximadamente mais 39.750 km (24.700 milhas), que é a distância até ao próximo Burgerville, caso se continue a dar a volta ao mundo nessa direção. A distância indicada em cada cartaz varia consoante a localização real do cartaz.